# Enric Piferrer i Homs
Enric Piferrer i Homs (Barcelona, 1914 – Barcelona, 13 de setembre de 1996) fou un atleta català especialitzat en proves de mig fons.
Pel que fa a clubs, va pertànyer al FC Barcelona (1932-36, 1941), SEU (1940), com a independent (1942), CE Montnegre (1943, 1944) i amb l'Hispano-francès (1945).
Fou un dels migfondistes més important a l'estat durant les dècades de 1930 i 1940, destacant a les proves que van entre els 400 metres i els 1.500 metres. Fou dinou cops campió de Catalunya, cinc en 1.500 m, nou en 800 m i cinc en 400 m. També fou campió d'Espanya en onze ocasions, set en 800 m, tres en 1.500 m i una en 400 metres. Fou en diverses ocasions recordman espanyol i català en totes tres distàncies, així com en la milla, els 2.000 metres i els 4 × 800 metres.
Va participar en l'Olimpíada Popular d'Anvers del 1937. Fou reconegut amb la medalla de Forjador de la Història Esportiva de Catalunya (1995).

## Palmarès
Campió de Catalunya
- 400 metres llisos: 1941, 1942, 1943, 1944, 1945
- 800 metres llisos: 1933, 1934, 1936, 1940, 1941, 1942, 1943, 1944, 1945
- 1.500 metres llisos: 1932, 1934, 1945, 1936, 1940

Campió d'Espanya
- 400 m: 1941
- 800 m: 1933, 1934, 1936, 1940, 1941, 1942, 1943
- 1.500 m: 1934, 1936, 1940